# Крибул
Крибул (болг. Крибул) — село в Благоевградской области Болгарии. Входит в состав общины Сатовча. Находится примерно в 7 км к юго-западу от центра села Сатовча и примерно в 86 км к юго-востоку от центра города Благоевград. По данным переписи населения 2011 года, в селе  проживал 391 человек.

## Население
| Год     | 1934 | 1946 | 1956 | 1965 | 1975 | 1985 | 1992 | 2001 | 2011 |
| ------- | ---- | ---- | ---- | ---- | ---- | ---- | ---- | ---- | ---- |
| Жителей | 170  | 227  | 254  | 271  | 321  | 376  | 397  | 395  | 391  |

| Национальность | Человек | Процент |
| -------------- | ------- | ------- |
| болгары        | 208     | 55,91%  |
| турки          | 157     | 42,2%   |
| Всего ответов  | 372     |         |

|  |